# Tour de Picardie (1953-1965)
El Tour de Picardie es una antigua carrera ciclista por etapas francesa disputada en Picardía. Creada en 1953, su última edición se disputó en 1965.
Desde 2001, el antiguo Tour de l'Oise lleva el nombre de Tour de Picardie.

## Palmarés
| Año  | Vencedor           | Segundo                  | Tercero             |
| 1953 | Louis Caput        | Roger Hassenforder       | Gilbert Scodeller   |
| 1954 | André Darrigade    | Pierre Gaudot            | Attilio Redolfi     |
| 1955 | Roger Hassenforder | Jacques Schoubben        | Georges Meunier     |
| 1956 | Gilbert Scodeller  | Jacques Schoubben        | Jean-Marie Cieleska |
| 1957 | Serge Blusson      | Norbert Kerckhove        | Raymond Impanis     |
| 1958 | Frans Schoubben    | Seamus Elliott           | Pierre Everaert     |
| 1959 | Frans Schoubben    | Pierre Machiels          | Raymond Plaza       |
| 1960 | Raymond Elena      | René Grossier            | Jean Le Lan         |
| 1961 | Michel Stolker     | Albertus Geldermans      | Frans Schoubben     |
| 1962 | Willy Bocklant     | Mies Stolker             | Piet Rentmeester    |
| 1963 | Bas Maliepaard     | Walter Boucquet          | François Hamon      |
| 1964 | Cees Lute          | Bernard Van De Kerckhove | André Foucher       |
| 1965 | Jean Stablinski    | Georges Van Coningsloo   | Jean Graczyk        |